# Guido di Anderlecht
Guido di Anderlecht (Anderlecht, 950 circa – Anderlecht, 1012) nacque nel Brabante da una famiglia di contadini.

## Biografia
Lasciata la terra natia, giunse a Laeken, vicino a Bruxelles, dove divenne sacrestano, svolgendo un'intensa attività a favore dei poveri, dapprima raccogliendo elemosine e poi costituendo un'attività commerciale via mare, i cui fondi erano destinati agli indigenti. 
In seguito al naufragio nella Zenne, il porto fluviale di Bruxelles, della nave che trasportava le merci, Guido abbandonò l'attività commerciale e partì in pellegrinaggio per Roma, giungendo poi fino a Gerusalemme. La sua vita si era trasformata in quella di un pellegrino, povero tra i poveri, umile ma tenace annunciatore del messaggio evangelico.
Trascorsi sette anni di faticosi viaggi, tornò stanco e malato ad Anderlecht, dove morì poco dopo.
La sua tomba divenne presto luogo di culto e san Guido di Anderlecht fu da allora invocato come patrono dei sacrestani, degli agricoltori, dei campanari, dei cocchieri e dei carrozzieri. È commemorato il 12 settembre.